# Bodakyanhatti, Belgaum
Bodakyanhatti là một làng thuộc tehsil Belgaum, huyện Belgaum, bang Karnataka, Ấn Độ.